# Elisabet d'Àustria (princesa de Windisch-Grätz)
Elisabet d'Àustria, princesa de Windisch-Grätz (Palau de Laxenburg 1883 - Viena 1963). Arxiduquessa d'Àustria, princesa de Bohèmia i d'Hongria amb el tractament d'altesa reial i imperial. Familiarment fou coneguda amb el diminutiu hongarès d'Elisabet, Erzi, i popularment com l'arxiduquessa roja per la seva vinculació amb el Partit Socialista Austríac.
Nascuda al Palau de Laxenburg el dia 2 de setembre de l'any 1883, essent filla de l'arxiduc Rodolf d'Àustria, hereu al tron austrohongarès, i de la princesa Estefania de Bèlgica. Elisabet era neta per via paterna de l'emperador Francesc Josep I d'Àustria i de la duquessa Elisabet de Baviera i per via materna del rei Leopold II de Bèlgica i de l'arxiduquessa Maria Enriqueta d'Àustria, de la branca palatina.
L'any 1889 l'arxiduquessa quedà òrfena de pare quan l'arxiduc Rodolf d'Àustria se suïcidà amb la seva amant, la baronessa Maria Vetsera, al refugi de caça de Mayerling.
L'arxiduquessa Elisabet contragué matrimoni amb el príncep Otó de Windisch-Grätz, fill del príncep Ernest Ferran de Windisch-Gaetz i de la princesa Camilla zu Oettingen-Oettingen. Els Windisch-Grätz són una casa principesca i mediatitzada de l'Imperi establerta a Àustria i posseïdora d'una important fortuna. La parella tingué quatre fills:
- SA el príncep Francesc Josep de Windisch-Grätz, nascut a Praga el 1904 i mort a Nairobi el 1981. Contragué matrimoni a Brussel·les el 1934 amb la comtessa Ghislaine d'Arschot Schoonhoven.

- SA el príncep Ernest de Windisch-Grätz, nat a Praga el 1905 i mort a Viena el 1952. Contragué matrimoni amb Ellen Skinner a Viena el 1927 de qui l'any 1938 es divorcià per casar-se, en segones núpcies amb l'aristòcrata austríaca Eva von Isbary.

- SA el príncep Rodolf de Windisch-Grätz, nat a Ploshwitz (Bohèmia) el 1907 i mort a Viena el 1930.

- SA la princesa Estefania de Windisch-Grätz, nada a Ploshwitz (Bohèmia) el 1909 i morta el 2005 a Uccle (Bèlgica). Es casà en primeres núpcies amb el comte Pierre d'Alcantara di Querrieu que morí el 1944 al camp de concentració d'Oranienburg. Es casà en segones núpcies amb el ciutadà suec Carl Axel Björklund.

El casament d'Elisabet i Otó es realitzà l'any 1902 a Viena després que el rei Leopold II de Bèlgica desaconsellés al seu nebot, el futur rei Albert I de Bèlgica, casar-se amb l'arxiduquessa austríaca. Els motius que esgrimí el rei belga foren el mal comportament de la princesa Estefania de Bèlgica, mare d'Elisabet, en casar-se en segones núpcies amb l'aristòcrata hongarès, príncep Elemér Lónyay de Nagy-Lónya i Vásáros-Namény, en contra de la voluntat de la cort de Brussel·les.
L'any 1916, Elisabet rebé gran part de la fortuna personal de l'emperador Francesc Josep I d'Àustria, considerada una de les més important d'Europa.
L'any 1924 Elisabet se separà i posteriorment es divorcià del príncep de Windisch-Grätz en el que seria considerat un dels més important escàndols de la conservadora societat vienesa de postguerra. L'any següent, la princesa Elisabet, es traslladaria a viure al districte vienès de Hütteldorf on vivien gran part de les bases del Partit Socialista Austríac.
El 4 de maig de l'any 1948, Elisabet contragué matrimoni amb el líder socialista austríac Leopold Petznek. Leopold fou durant molts anys membre del Partit Socialista a la Cambra Baixa de la República. A més a més, Leopold havia estat empresonat durant bastants mesos pels nazis al camp de concentració de Dachau.
El 16 de maig de l'any 1963, l'arxiduquessa Elisabet, neta de l'emperador Francesc Josep I d'Àustria i del rei Leopold II de Bèlgica era enterrada al cementiri vienès de Hütteldorf. A la llosa de la tomba de l'arxiduquessa no hi figurà cap nom ni títol tal com havien estat els seus últims desitjos.